# Феликс Хаусдорф
Феликс Хаусдорф (на немски: Felix Hausdorff) (8 ноември 1868, Вроцлав - 26 януари 1942, Бон), германски математик, считан за един от основателите на съвременната топология. Хаусдорф има значителен принос и в теорията на множествата и функционалния анализ.